# Riolândia
Riolândia este un oraș în São Paulo (SP), Brazilia.